# 三月廿八
三月廿八，农历三月第二十八天。

## 大事记
- 武德七年（624年）三月廿八，辅公祏失败。
- 开元二十八年（740年）三月廿八，盖嘉运带突骑施吐火仙可汗到长安献捷。
- 前618年三月廿八，箕郑父、士縠、蒯得，因刺杀先克，被晋国处死。

## 逝世
- 箕郑父、士縠、蒯得，前618年三月廿八，因刺杀先克，被晋国处死。

## 节假日和习俗
- 倉頡先師聖誕
- 東嶽大帝聖誕

## 其他内容
- 十斋日

## 参看
- 日历
- 三月廿六 - 三月廿七 - 三月廿八 - 三月廿九- 三月三十
- 二月廿八 - 三月廿八 - 四月廿八
- 正月 - 二月 - 三月 - 四月 - 五月 - 六月 - 七月 - 八月 - 九月 - 十月 - 十一月 - 腊月